# Mühlenstein
Der Mühlenstein ist mit 607,2 m ü. NHN der dritthöchste Berg im Kaufunger Wald und ist ein Grenzberg des Werra-Meißner-Kreises in Nordhessen und des Landkreises Göttingen in Südniedersachsen (Deutschland).

## Geographie

### Lage
Der Mühlenstein liegt 1,6 km südöstlich des Gebirgspasses Umschwang, 6,75 km östlich der Gemeinde Nieste und knapp 3,25 km (Luftlinie) südwestlich von Kleinalmerode, einem westlichen Stadtteil von Witzenhausen.
An der verwinkelten Grenze im Bereich des bewaldeten Mühlensteins liegt Nordhessen im Osten und Südniedersachsen im Westen; der Berggipfel erhebt sich knapp 100 m südöstlich davon in Hessen. Entlang dieser Grenze verläuft auch ein Teil der Grenze des Geo-Naturparks Frau-Holle-Land (Werratal.Meißner.Kaufunger Wald; Hessen) zum Naturpark Münden (Niedersachsen), wobei sein Gipfel zum zuerst genannten Naturpark gehört.
Die Hausfirste ist der langgestreckte westsüdwestliche Ausläufer des Mühlensteins und der Gütersberg (im hessischen Liegenschaftskataster mit dem Flurnamen Gündersberg, im niedersächsischen mit dem Flurnamen Günters-Berg eingetragen), über den die hessisch-niedersächsische Grenze verläuft, sein erheblich kürzerer nördlicher Ausläufer. Der noch kürzere ostnordöstliche Ausläufer des Mühlensteins steht im hessischen Liegenschaftskataster mit dem Flurnamen Hausfirst.
Der nordwestliche Nachbarberg des Mühlensteins ist der Haferberg (580,4 m) und sein südöstlicher Nachbarberg der Bilstein (641,2 m). Mit dem Haferberg ist der Mühlenstein über die Passhöhe Umschwang (446 m) verbunden, mit dem Bilstein über einen am Gebörne teils über 600 m hohen Bergkamm.
Am Nordhang des Mühlensteins, an dessen westlichem Übergang zum Gütersberg auf der niedersächsisch-hessischen Landesgrenze befindet sich der mit gut 585 m Höhe höchste Punkt Niedersachsens außerhalb des Harzes.

### Naturräumliche Zuordnung
Der Mühlenstein gehört in der naturräumlichen Haupteinheitengruppe Osthessisches Bergland (Nr. 35) und in der Haupteinheit Fulda-Werra-Bergland (357) zu den Naturräumen Kaufunger Wald-Hochfläche (Vorderer Kaufunger Wald) (357.71) im Westen und Hinterer Kaufunger Wald (357.72) im Osten; die Grenze beider zur Untereinheit Kaufunger Wald und Söhre (357.7) gehörenden Naturräume verläuft etwa in Hufeisenform östlich um seine Gipfelregion.

### Wasserscheide
Über den Mühlenstein verläuft ein Abschnitt der Wasserscheide zwischen Fulda im Westen und Werra im Nordosten, denn alle aus der Region des Bergs westwärts fließenden Bäche, wie der nahe dem Umschwang entspringende Wengebach, erreichen über die Nieste die Fulda, während alle in nordöstliche Richtungen verlaufenden über den Hungershäuser oder den Wilhelmshäuser Bach der Werra zustreben.

## Weyland-Denkmal
Ungefähr 200 m nordnordöstlich und damit etwas unterhalb des Mühlensteingipfels befindet sich auf etwa 580 m Höhe das Weyland-Denkmal, das mit einer Inschrift an Franz Weyland erinnert, der hier am 20. April 1913 bei seiner ersten Ballonfahrt in einem Gewitter verunglückte und dessen Leichnam dort erst am 27. April desselben Jahres gefunden wurde.

## Wandern
Zu erreichen ist der Mühlenstein, zu dem keine Straßen führen, zum Beispiel während einer am Umschwang beginnenden Wanderung auf dem Frau-Holle-Pfad, der seinen Gipfel etwa 700 m südwestlich passiert; von diesem Pfad zweigt ein Weg zum Gipfel ab.